# Roger Mortimer, I barón Mortimer
Roger Mortimer, I barón Mortimer (1231-30 de octubre de 1282), fue un famoso caballero procedente del castillo de Wigmore, Herefordshire. Fue un leal aliado del rey Enrique III y mantuvo una relación de amistad y de enfrentamiento con el príncipe galés Llywelyn ap Gruffydd.

## Biografía

Escudo de armas de Mortimer.

Nacido en 1231, Roger era hijo de Ralph de Mortimer y de su esposa galesa, la princesa Gwladys Ddu, hija de Llywelyn ab Iorwerth y de Juana de Gales, hija del rey Juan I de Inglaterra.
En 1256 Roger tomó las armas contra Llywelyn ap Gruffyd cuando este último invadió su Señorío de Gwrtheyrnion o Rhayader. Esta guerra continuaría de forma intermitente hasta el fallecimiento de ambos en 1282. Ambos eran nietos de Llywelyn ab Iorwerth.
Mortimer luchó en el bando de Enrique III en la segunda guerra de los Barones contra Simón de Montfort, estando a punto de perder la vida en 1264 en la Batalla de Lewes. En 1265 su esposa, la Baronesa Wigmore contribuyó al rescate del Príncipe Eduardo, tras lo que Mortimer y Eduardo se aliaron en contra de Montfort.
En agosto de 1265, el ejército de Montfort estaba acorralado entre el río Avon y el ejército del príncipe Eduardo. Mortimer había enviado a sus hombres a bloquear la única ruta de huida, el puente de Bengeworth. La Batalla de Evesham comenzó rápidamente y pronto se desató una tormenta sobre el campo. Los soldados galeses de Montfort huyeron hacia el puente, donde fueron masacrados por los hombres de Mortimer. El propio Mortimer acabó con la vida de Montfort y de Hugo Despenser, y aplastó al ejército de Montfort. A Mortimer se le entregó como trofeo la cabeza cortada y otras partes del cuerpo del conde, que envió a su vivienda, el castillo Wigmore, como regalo para su esposa.
La objeción de Llewellyn contra Mortimer por la construcción del nuevo castillo Cefnllys contribuyeron al clima de desconfianza que precedió a la campaña de Eduardo I en 1282. Durante la guerra, Mortimer fue puesto a cargo de las operaciones en el centro de Gales. Fue un gran revés para Eduardo cuando Mortimer murió en octubre de 1282.

## Matrimonio e hijos
Roger Mortimer se casó en 1247 con Maud de Braose, hija de William de Braose, Señor de Abergavenny, y de Eva Marshal. Ambos eran descendientes de familias de las Marcas Galesas. Tuvieron varios hijos:
1. Ralph Mortimer, fallecido el 10 de agosto de 1274, Alguacil de Shropshire y Staffordshire.
2. Edmund Mortimer, II Barón Mortimer (1251-1304), casado con Margaret de Fiennes, hija de William II de Fiennes y Blanche de Brienne. Fueron los padres de Roger Mortimer, I Conde de March.
3. Isabella Mortimer, fallecida en 1292. Estuvo casada con John Fitzalan, VII conde de Arundel,[2] y luego con Robert de Hastings.[3]
4. Margaret Mortimer, fallecida en 1297. Se casó con Robert de Vere, VI conde de Oxford.
5. Rogelio Mortimer de Chirk, fallecido en 1326.
6. Geoffrey Mortimer, fallecido en 1273.
7. William Mortimer (apx. 1259-antes de junio de 1297), caballero. Se casó con Hawise, hija de Roberto de Mucegros. Murió sin hijos.

Su hijo mayor, Ralph, fue un afamado caballero quien murió en su juventud. Su segundo hijo, Edmund fue llamado desde la Universidad de Oxford para ser nombrado heredero de su padre.